# جيمس جاكوبس
جيمس جاكوبس (بالإنجليزية: James Jacobs)‏ هو صحفي أمريكي، ولد في 1972 في الولايات المتحدة.